# Filjowski Park

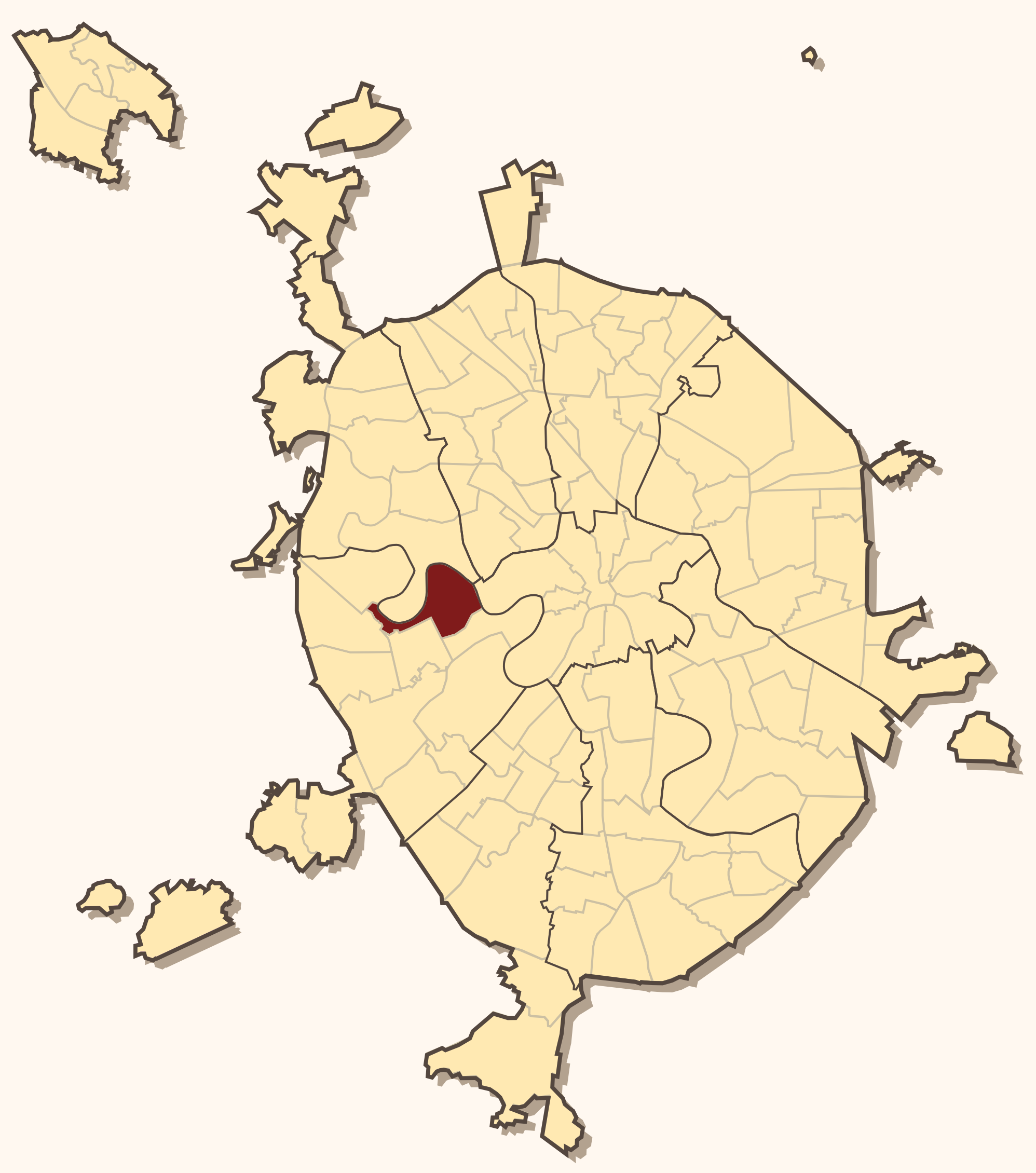
Lage in Moskau

Filjowski Park (russisch Филёвский Парк) ist ein Stadtteil von Moskau (Russland) im Westlichen Verwaltungsbezirk der Stadt. Der Stadtteil hat rund 66.200 Einwohner bei einer Fläche von 784 Hektar.
Der Name Filjowski Park ist an den Fili-Park angelehnt, der sich auf dem Gebiet des Stadtteils entlang des rechten Ufers der Moskwa erstreckt und mit 280 Hektar Gesamtfläche zu den größten Stadtwaldgebieten im Westlichen Verwaltungsbezirk gehört. Dessen Name ist wiederum vom historischen Dorf Fili abgeleitet, das sich ab Anfang des 20. Jahrhunderts zu einem Industrievorort Moskaus entwickelte und 1935 vollständig nach Moskau eingemeindet wurde. Der Stadtteil Filjowski Park wurde im Zuge der Moskauer Verwaltungsreform 1991 gebildet. Seitdem nimmt er einen Großteil des Gebietes von Fili ein, insbesondere gehört der industriell geprägte nördliche und östliche Teil Filis einschließlich des Moskwa-Ufers zu Filjowski Park, während die südlichen Teile von Fili in den angrenzenden Stadtteilen Fili-Dawydkowo und Dorogomilowo liegen.

## Geschichte
Der Bezirk erhielt seinen Namen vom Filjowski-Park, der auf seinem Gebiet liegt. Der Park wiederum wurde nach dem längst verrohrten Flüsschen Filka benannt, das in die Moskwa mündet. An der Mündung des Flüsschens befand sich das Dorf Fili, das erstmals in Chroniken im Jahr 1454 erwähnt wurde.
Das Dorf gehörte dem Bojaren Mstislawski und später seiner Schwester Irina. Laut einer Beschreibung aus dem Jahr 1627 war es ein ausgedehntes und wohlhabendes Anwesen. Im Dorf selbst stand eine hölzerne Kirche der Schutzmantelmadonna mit einer Kapelle der Empfängnis der heiligen Anna. Die in dem Dokument erwähnten Ikonen, Bücher, Kerzen, Glocken und Utensilien gehörten den Mstislawskis. In der Nähe der Kirche befand sich der Bojarenhof, der aus mehreren Wohnräumen bestand, die durch Vorräume getrennt und auf Wohnkellern errichtet waren. Im Dorf selbst gab es neun Bauernhöfe und drei Höfe von „Hinterhofbewohnern“. Nach dem Tod von Mstislawskaja ging Fili in den Besitz des Hofes über. Zur Zeit von Alexei Michailowitsch waren die hiesigen Gegenden für ihren Reichtum an Vögeln und Wildtieren bekannt. Der Zar unternahm hierher Jagdausflüge. Im Frühling und Sommer jagte man Vögel mit Falken, im Herbst und Winter Wölfe und Bären mit Hunden und Speeren.
1689 ging das Dorf an Naryschkin Lew Kirillowitsch über, den leiblichen Bruder der Zarin Natalja Kirillowna. Im Dorf gab es 17 Bauernhöfe. Zum Dorf gehörten drei Dörfer: Gussarewo mit drei Höfen, Ipskoye mit drei bewohnten Höfen und einem leeren sowie Masilowo mit zwölf Höfen. Im April 1690 kaufte Naryschkin das benachbarte Kunzewo hinzu und begann mit der Gestaltung seines Anwesens. Der Bojar begann mit dem Bau einer neuen steinernen Kirche und eines Herrenhauses.
Die bäuerliche Bevölkerung des Dorfes Fili verlegte Naryschkin an die große Moschaisker Straße, etwa 1,5 Kilometer von der Kirche entfernt, und gründete dort ein neues Dorf Fili, in dem im Jahr 1704 22 Höfe und 99 Bauern gezählt wurden[Quelle nicht angegeben 4812 Tage]. Unter dem Namen des Dorfes Fili verstand man nun das Bojarenanwesen, in dem nur noch Hofbedienstete lebten.
Am 7. Juni 1763 besuchte Katharina II. während ihrer Krönung das Dorf und zeigte ihre allerhöchste und gnädigste Gunst gegenüber Lew Alexandrowitsch und Alexander Alexandrowitsch. In der Nähe des Dorfes Fili wurden Übungen der Armeeregimenter abgehalten.
1812 fand in Fili der berühmte Kriegsrat statt, der das Schicksal Moskaus entschied. Am Abend des 1. September berief Kutusow einen Rat in der Hütte des Bauern Frolow ein. Auf diesem Rat fielen die berühmten Worte Kutusows: „Mit dem Verlust Moskaus ist Russland nicht verloren! Meine erste Pflicht ist es, die Armee zu erhalten und mich den Truppen zu nähern, die uns zur Verstärkung kommen. Durch das Aufgeben Moskaus haben wir den Feind in den Untergang geführt. Ich beabsichtige, von Moskau aus entlang der Rjasaner Straße zu marschieren. Ich weiß, die Verantwortung wird auf mich fallen, aber ich opfere mich für das Wohl des Vaterlands!“
Während der Anwesenheit der napoleonischen Truppen brannte ein Teil des Dorfes Fili nieder. Die Franzosen lagerten im Dorf, im unteren Teil der Kirche hielten sie Pferde, und den oberen Teil verwandelten sie in eine Schmiede. Nach dem Krieg wurde die Kirche renoviert, und der abgebrannte Teil des Dorfes wurde wieder aufgebaut.
Ende des 19. Jahrhunderts grenzte das Dorf bereits unmittelbar an Moskau. Die Mehrheit der Bevölkerung betrieb Gartenbau und Obstbau, der auf den Verkauf in der Stadt ausgerichtet war. In Fili befand sich eine große Färberei- und Druckfabrik des Kaufmanns Sergej Dmitrijewitsch Kusmitschew mit 589 Arbeitern.
1870 wurde die Moskau–Brester Eisenbahn durch Fili gebaut, und es entstand ein Bahnhof, der gewissermaßen an der Grenze zwischen dem alten Dorf Pokrowskoje-Fili und dem Dorf Fili liegt.
Am 30. Januar 1931 wurde Fili in Moskau eingegliedert und entwickelte sich danach zu einem bedeutenden Industriegebiet.
1932 beschloss der Moskauer Sowjet, Land für die Einrichtung einer Parkzone bereitzustellen. Etwas später, 1936, unterzeichnete der Moskauer Sowjet einen Beschluss über die Einrichtung eines Zweigstellen-„Kinderstadt“ beim „Filjowski-Park“ für Kultur und Erholung. Am 29. Oktober 1964 wurde durch den Beschluss des Moskauer Sowjets Nr. 43/34 der Park für Kultur und Erholung „Fili“ gegründet und registriert.
Gründung des Bezirks
Der munizipale Bezirk „Filjowski Park“ wurde im Zuge der Verwaltungsreform von 1991 auf einem Teil des Gebiets des ehemaligen Kiewer Bezirks von Moskau gebildet und gehörte zum Westlichen Verwaltungsbezirk. Nach der Verabschiedung des Gesetzes „Über die territoriale Gliederung der Stadt Moskau“ im Jahr 1995 erhielt er den Status des Bezirks „Filjowski Park“.

## Sehenswürdigkeiten
- Fili-Park
- Mariä-Schutz-und-Fürbitte-Kirche zu Fili; erbaut 1694 im Stil des Naryschkin-Barocks
- Kulturpalast „Sergei Gorbunow“; erbaut 1929–1938 im Stil des frühsowjetischen Konstruktivismus
- Einkaufszentrum „Gorbuschka“; ging aus einem bedeutenden Tonträgermarkt hervor, der ehemals vor dem Kulturpalast Gorbunow zu finden war

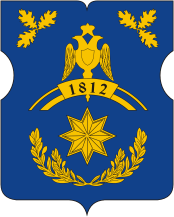
Stadtteilwappen; die aufgetragene Jahreszahl „1812“ meint den Russlandfeldzug 1812, bei dem Fili einer der Vorposten westlich von Moskau war
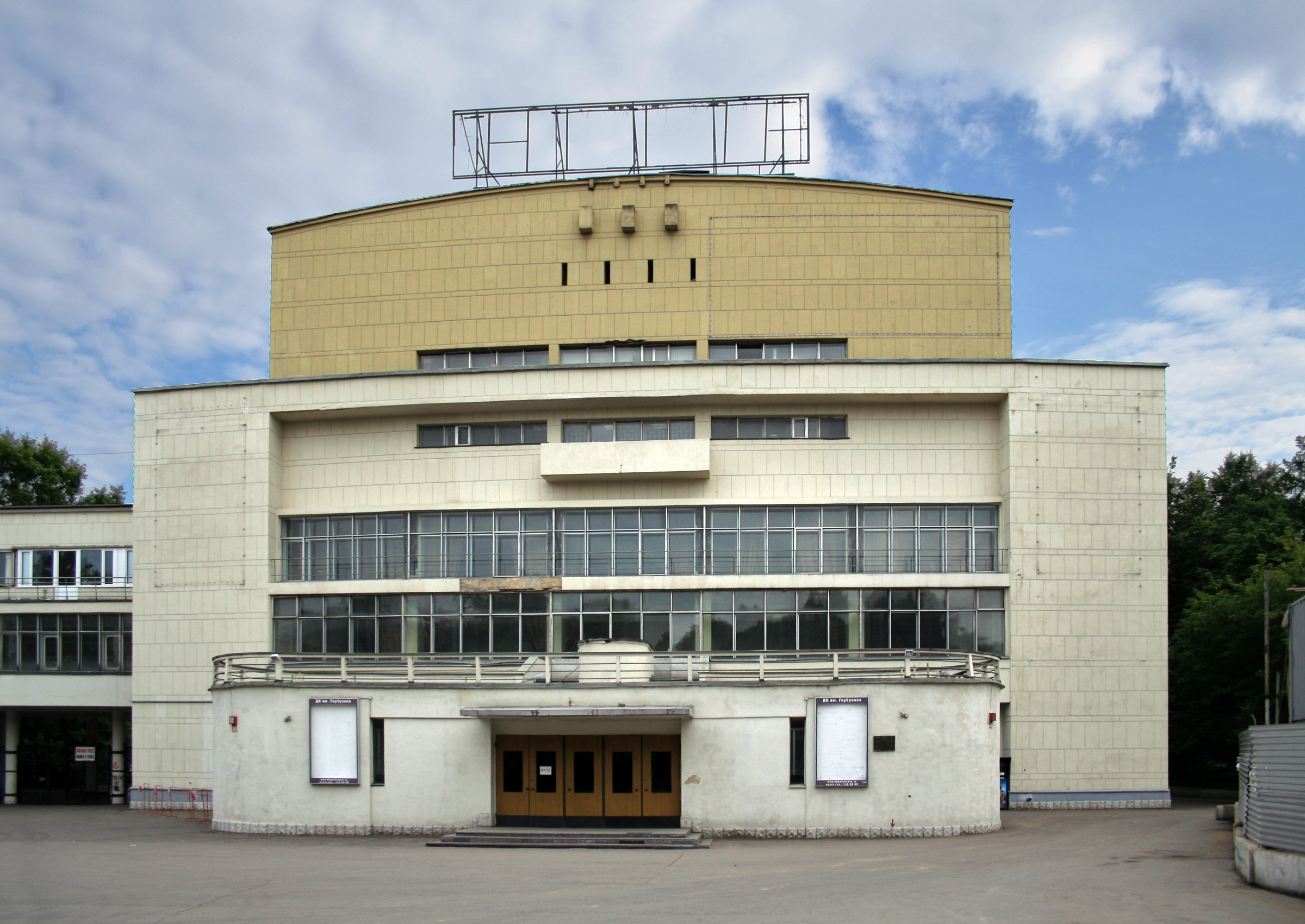
Kulturpalast „Sergei Gorbunow“
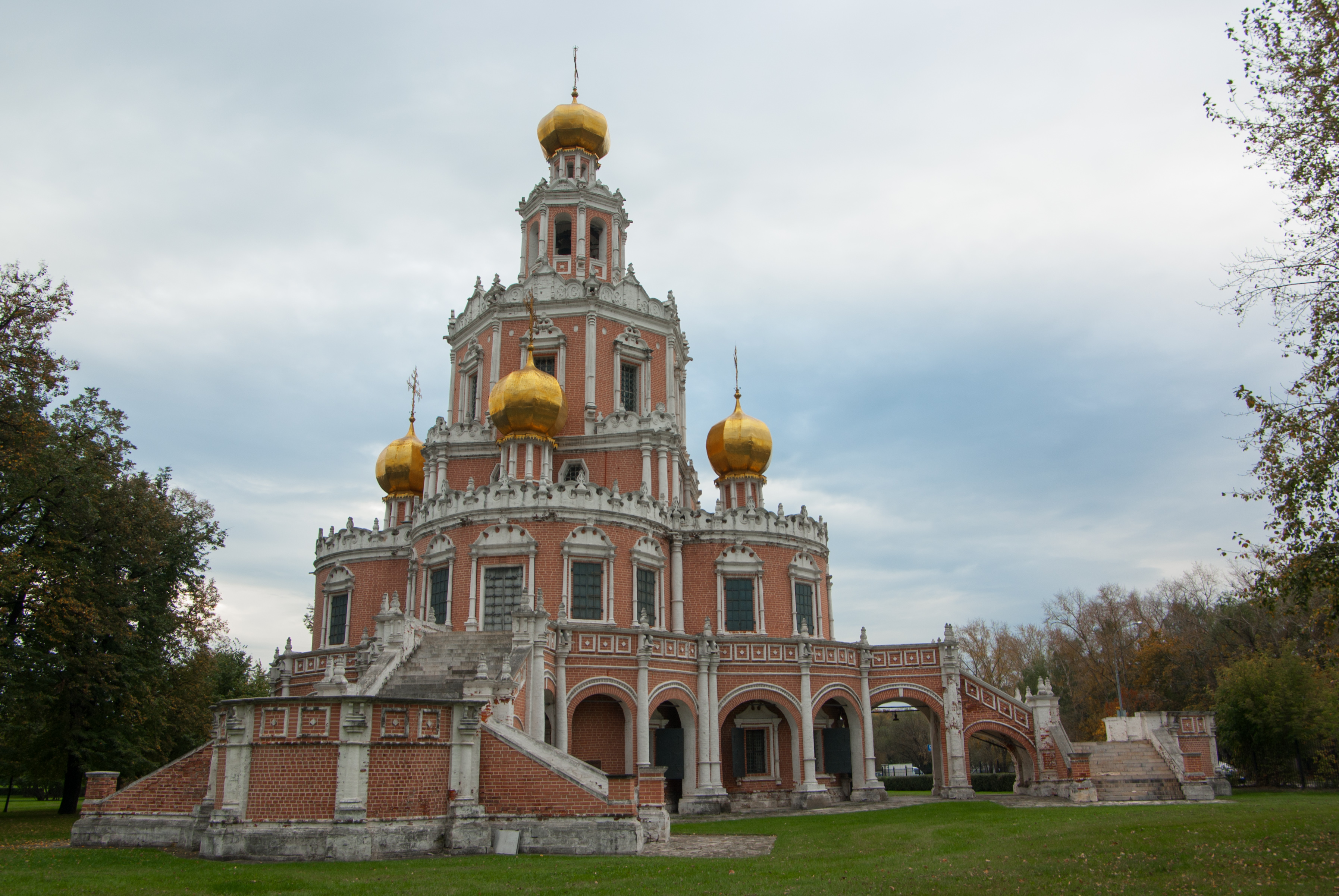
Kirche der Fürbitte der seligen Jungfrau in der Fili
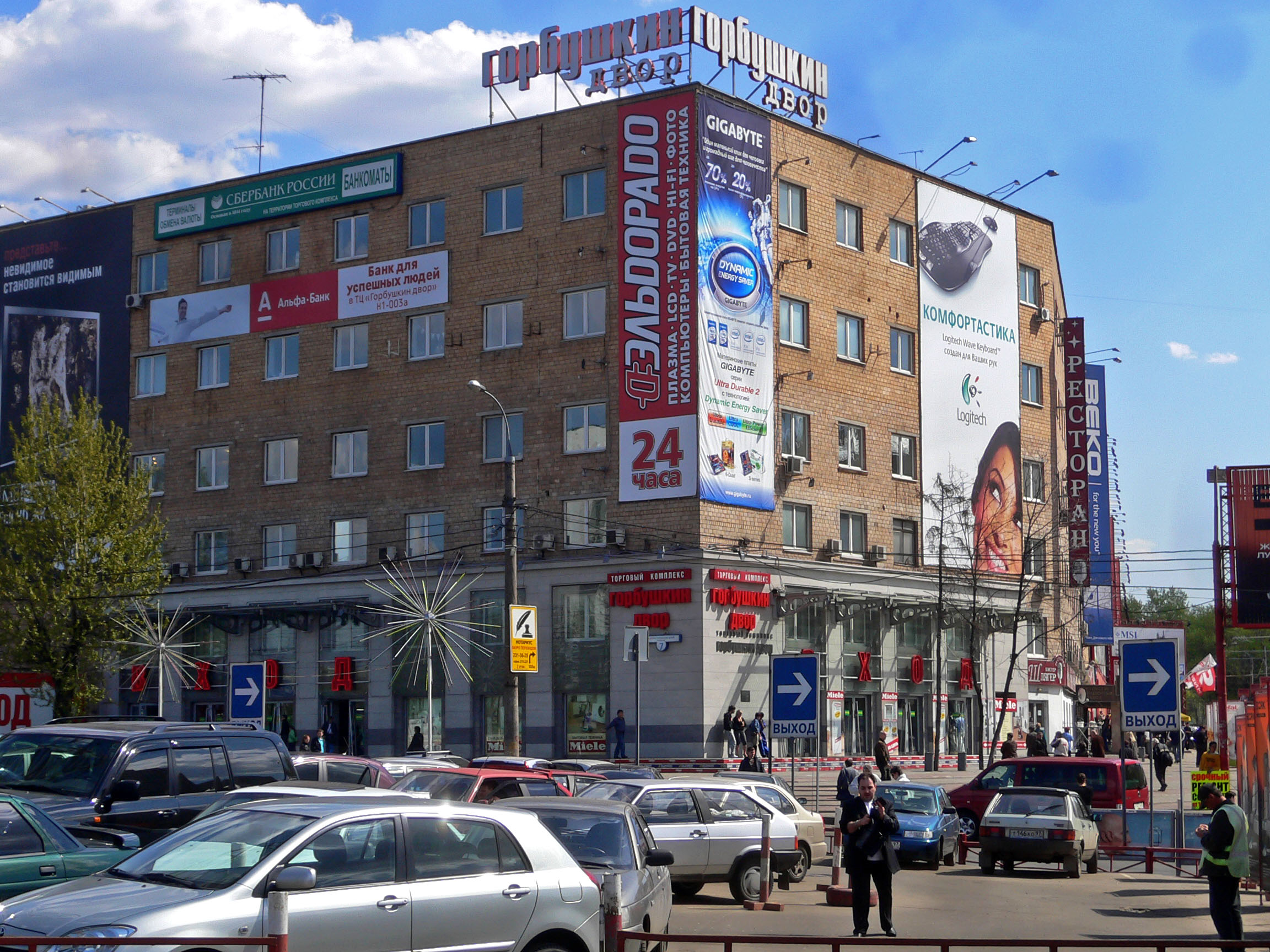
„Gorbuschka“ in einem ehemaligen Fabrikgebäude

## Verkehr

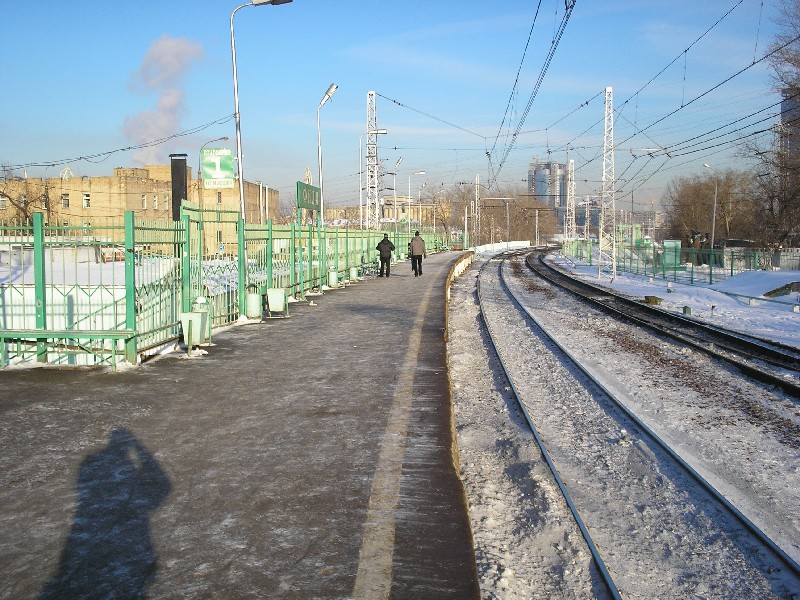
Bahnhaltepunkt Fili

Im Automobilverkehr stellen die Straßen Bolschaja Filjowskaja uliza („Große Fili-Straße“) und Minskaja uliza („Minsker Straße“) die beiden bedeutendsten Verkehrsadern des Stadtteils. Über die letztere besteht Anschluss an die südlich des Stadtteils verlaufende Ausfall- und Fernstraße „Kutusow-Prospekt“; die Bolschaja Filjowskaja verläuft unmittelbar südlich des Fili-Parks und überbrückt die Moskwa am östlichen Ende des Stadtteils.
Die südliche Grenze zwischen Filjowski Park und Dorogomilowo bzw. Fili-Dawydkowo bildet die Eisenbahnmagistrale Moskau–Smolensk–Minsk, die am Belarussischen Bahnhof beginnt. Der Haltepunkt für Vorortzüge Fili an dieser Bahnstrecke befindet sich im Stadtteil. Die Filjowskaja-Linie der Moskauer U-Bahn verläuft mitten durch den Stadtteil und hat dort drei U-Bahnhöfe: Neben Fili, der in unmittelbarer Nähe des gleichnamigen Eisenbahnhaltepunkts liegt und Umsteigemöglichkeiten zwischen U-Bahn- und Vorortzügen bietet, sind es außerdem Bagrationowskaja und Filjowski Park.